# Miss îles Cook
Le concours de Miss îles Cook ((en) Miss Cook Islands Pageant - (rar) Maine Kuki Airani) est un concours de beauté organisé environ tous les deux ans aux îles Cook. La première dauphine porte le titre de "Maine Tapairu" et la  deuxième dauphine, celui de "Maine Purotu". Trois autres titres sont également attribués, celui de "Miss interview" pour le meilleur entretient, de "Miss Congeniality" pour la Miss la plus sympathique et enfin celui de "Miss photogénique".
Palmarès 2009
- Maine Kuki Airani : Engara Melanie Amanda Gosselin
- Maine Tapairu : Joyana Meyer
- Maine Purotu : Uirangi Bishop
- Miss interview : Julia Scott
- Miss congeniality : Belinda Nganu
- Miss photogénique : Joyana Meyer

La lauréate 2009, Engara Melanie Amanda Gosselin, représentera les îles Cook au titre de Miss Terre et Miss Pacifique Sud 2009. Bien entendu la Miss pour remporter le titre doit entre autres choses parfaitement maîtriser l’art de la danse polynésienne, du chant...
Il existe également aux îles Cook un autre concours de beauté, Miss Tiare/Maine Tiare, organisé en novembre de chaque année par le Ministère de la culture pour le festival des fleurs (Te Mire Tiare)

## Lauréates[4]
- 2009 Engara Melanie Amanda Gosselin
- 2006/2008 Krystina Te-Rangi Elizabeth Kauvai[5]
- 2004/5 Noovai Tylor
- 2002/3 Donna Tuarra
- 2000/1  Louisa Maire Browne
- 1998/9  Tina Vogel
- 1995/6  Vicky Keil
- 1994  Tarita Brown
- 1993 Leilani Brown
- 1991/2 Jeanine Tuavera (Piri)
- 1990 Raema Chitty
- 1989  Angela Manarangi
- 1988 Annie Wigmore
- 1985/7 Michelle Oberg
- 1985  Lorna Sawtell
- 1984  Essie Mokotupu
- 1983  Margaret Brown (Numanga)
- 1981  Celine Tommy
- 1980  Moari Luka-Fortes
- 1979  Ellena Tavioni
- 1973   Ina Manuel Karika
- 1972  Joanna Taria Rere
- 1961  Tara Utanga (Scott)
- 1960  June Taringa (Baudinet)